# Compsorhipis bryodemoides
Compsorhipis bryodemoides is een rechtvleugelig insect uit de familie veldsprinkhanen (Acrididae). De wetenschappelijke naam van deze soort is voor het eerst geldig gepubliceerd in 1932 door Bey-Bienko.